# Callimico goeldii
Il tamarino saltatore (Callimico goeldii [Thomas, 1904]), noto anche come tamarino di Goeldi, è una specie di primate della famiglia dei Callitricidi. Pur non appartenendo al genere dei tamarini, occupa una posizione distinta, evidenziata da alcune caratteristiche uniche all'interno di questa famiglia. L'epiteto specifico goeldii deriva dal nome del suo scopritore, lo studioso svizzero Emil Goeldi.

## Descrizione
I tamarini saltatori sono scimmie di piccole dimensioni, con una lunghezza testa-tronco compresa tra 21 e 23 centimetri, cui si aggiunge una coda di 25-32 centimetri, per una peso variabile tra 350 e 550 grammi. Il mantello è nero o marrone scuro, spesso con il volto bianco; i peli sul collo e sulle spalle, particolarmente lunghi, formano una sorta di criniera, e anche la parte posteriore del corpo presenta ciuffi più folti. Gli arti sono piuttosto corti e, come in tutti i callitricidi, le dita di mani e piedi (eccezion fatta per l'alluce) hanno artigli anziché unghie.
La dentatura rivela alcune caratteristiche arcaiche assenti negli altri callitricidi, ma comuni ad altri primati del Nuovo Mondo: per ogni semiarcata sono presenti tre, anziché due, molari e i molari superiori mostrano un quarto tubercolo aggiuntivo.

## Distribuzione e habitat

Areale del tamarino saltatore

I tamarini saltatori popolano la parte occidentale del bacino amazzonico, con due piccole aree di distribuzione nell'estremità occidentale del Brasile (tra il Rio Juruá e il Rio Gregório a nord e tra il Rio Purus e il Rio Acre a sud), nella zona a sud del Río Caquetá in Colombia, nel Perù orientale e nella parte settentrionale del Dipartimento di Pando in Bolivia, a nord del Río Manuripi. Prediligono soprattutto le foreste primarie e quelle di bambù, evitando di frequente le aree modificate dall'uomo. Durante la stagione secca, in cerca di funghi e prede animali, si spostano in fitti boschetti di bambù o in zone con abbondanza di Heliconia.
Generalmente si trovano a un'altezza di 4-5 metri da terra e raggiungono raramente la volta forestale, evitando del tutto gli alberi più alti. Rispetto ad altri callitricidi, si muovono più spesso saltando e, grazie alle zampe posteriori allungate e a particolari adattamenti dell'articolazione della spalla e della caviglia, sono abilissimi nell'arrampicarsi e saltare anche tra rami disposti in verticale.

## Biologia

### Comportamento
I tamarini saltatori conducono una vita arboricola e diurna, rimanendo perlopiù sui rami bassi senza superare, di norma, i 5-10 metri di altezza. Abili scalatori, sono anche in grado di saltare fino a quattro metri di distanza. Vivono in gruppi di 6-8 individui, formati da un maschio, una o due femmine e la prole comune. I singoli membri stanno spesso molto vicini tra loro e dormono ammassati. Durante il giorno si concedono frequenti pause di riposo, approfittandone per prendere il sole o dedicarsi alla toelettatura. Ciascun gruppo controlla un territorio di 30-60 ettari, segnato con urina e secrezioni ghiandolari, e comunica principalmente attraverso vocalizzazioni: un fischio serve a mantenere il contatto a distanza, mentre un suono stridulo funge da allarme.

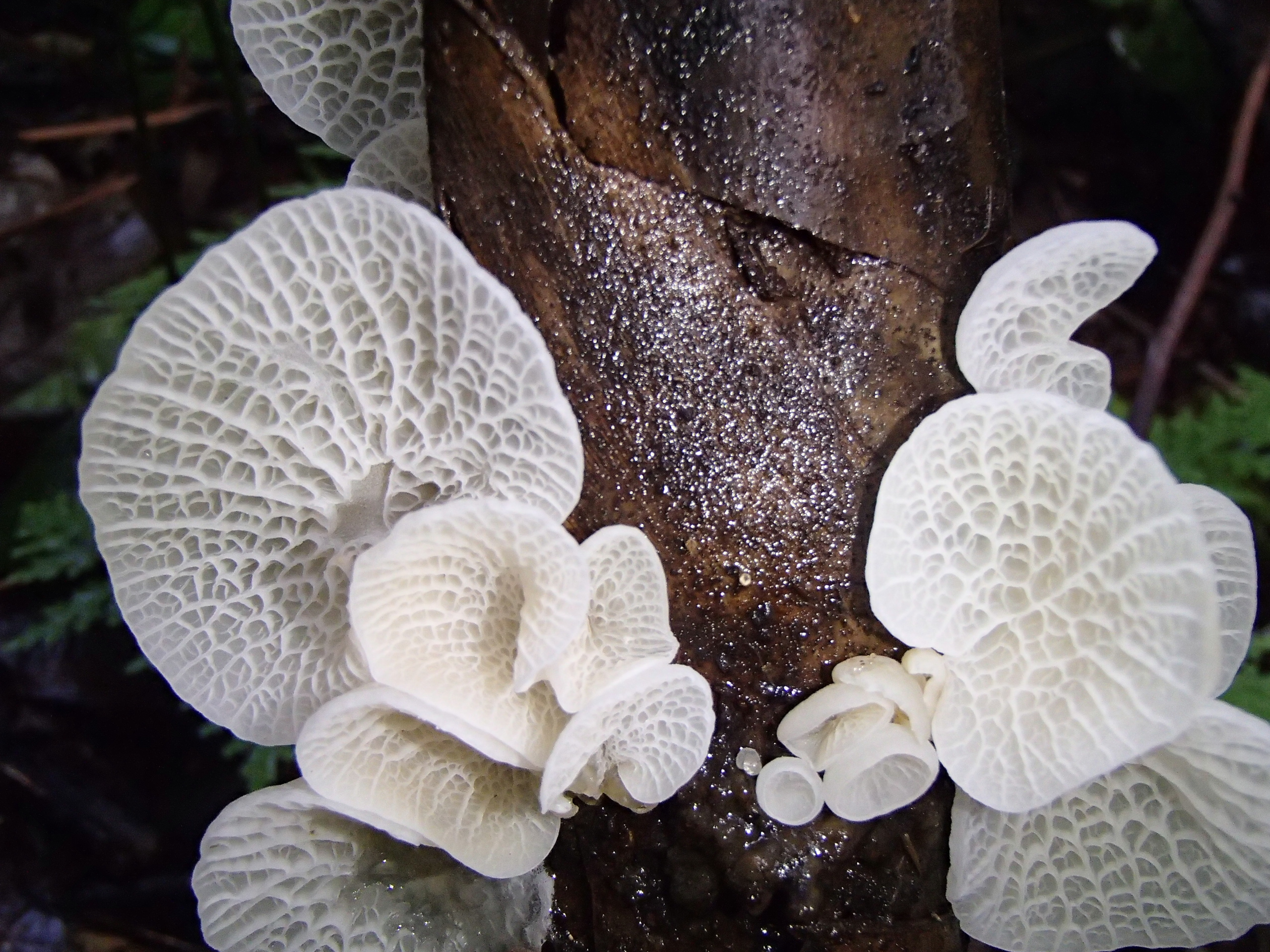
I funghi come Auricularia delicata sono un alimento importante per il tamarino saltatore.

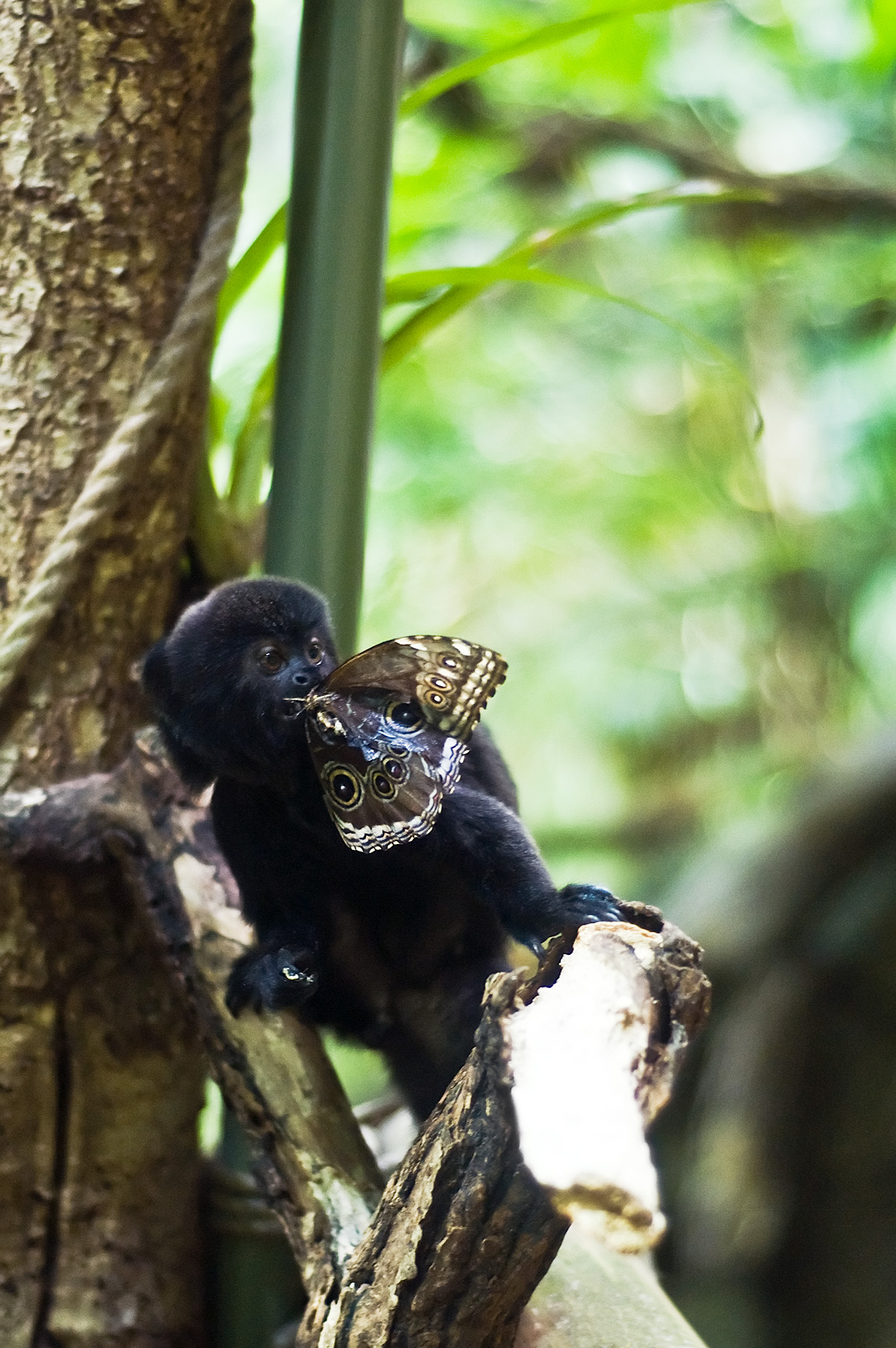
Un tamarino saltatore mangia una farfalla.

### Alimentazione
La dieta del tamarino saltatore comprende frutta, linfa degli alberi, insetti e piccoli vertebrati. La frutta costituisce soltanto il 29% dell'alimentazione, un valore sensibilmente inferiore rispetto ad altre specie presenti nello stesso territorio, come il tamarino dal dorso bruno (49%) o il tamarino dal ventre rosso (58%). In compenso, questo primate fa largo uso di funghi, di cui si nutre non solo in caso di scarsità di altre risorse: nella stagione secca, infatti, possono rappresentare fino al 40% della sua dieta. Particolarmente importanti sono tre specie del genere Auricularia, che crescono sul legno in decomposizione, e due specie di Ascopolyporus (famiglia Clavicipitaceae) che si trovano sui bambù.
Il tamarino saltatore consuma inoltre i frutti di oltre cinquanta specie vegetali, tra cui Inga thibaudiana, Leonia glycycarpa, Celtis iguanaea, Cecropia sciadophylla, diverse Pourouma (Urticaceae) e Micropholis (Sapotaceae). Rispetto ai tamarini, assume maggiori quantità di alimenti di origine animale: prevalentemente cavallette di taglia medio-grande (2,5-6 cm), ma anche scorpioni, ragni, cicale, mantidi, blatte, falene, piccole lucertole, anfibi e uova di uccelli. A differenza del tamarino dal dorso bruno, non fruga nelle cavità degli alberi, preferendo invece cercare il cibo in prossimità del suolo.

### Riproduzione

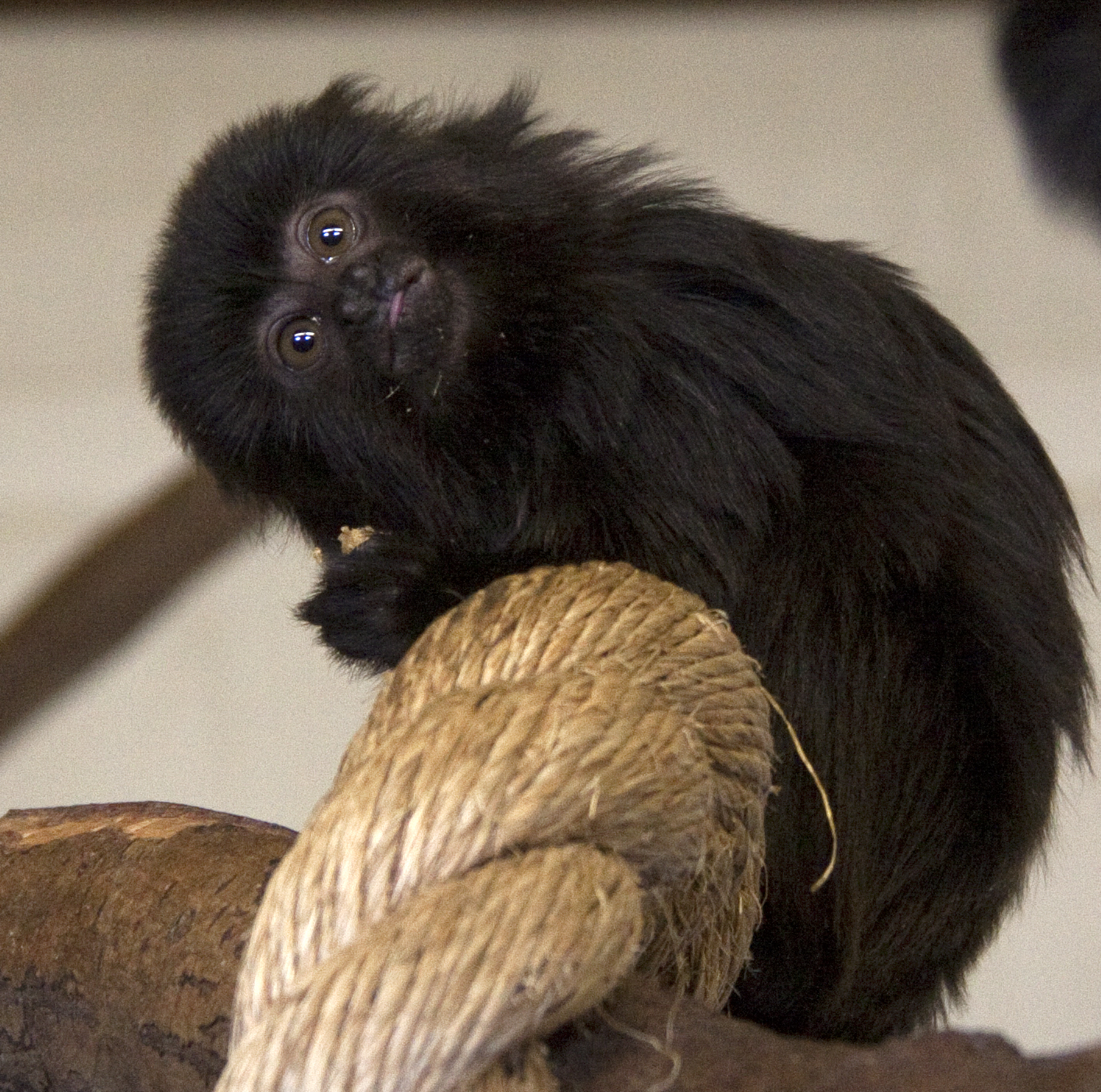
Un piccolo.

A differenza degli altri callitricidi, in un gruppo di tamarini saltatori possono riprodursi più femmine anziché solo l'esemplare dominante. Dopo circa 155 giorni di gestazione, la femmina partorisce di solito un singolo piccolo, invece dei gemelli tipici di molte altre specie della stessa famiglia. Un'ulteriore particolarità è che, nelle prime settimane, è quasi esclusivamente la madre a prendersi cura del piccolo e a trasportarlo; il padre e gli altri membri del gruppo intervengono soltanto in un secondo momento.
Il piccolo viene allattato per tre mesi, anche se già nel terzo mese inizia a cercare il cibo in autonomia. Raggiunge la maturità sessuale nel secondo anno di vita e può arrivare a vivere fino a 18 anni.

## Tassonomia

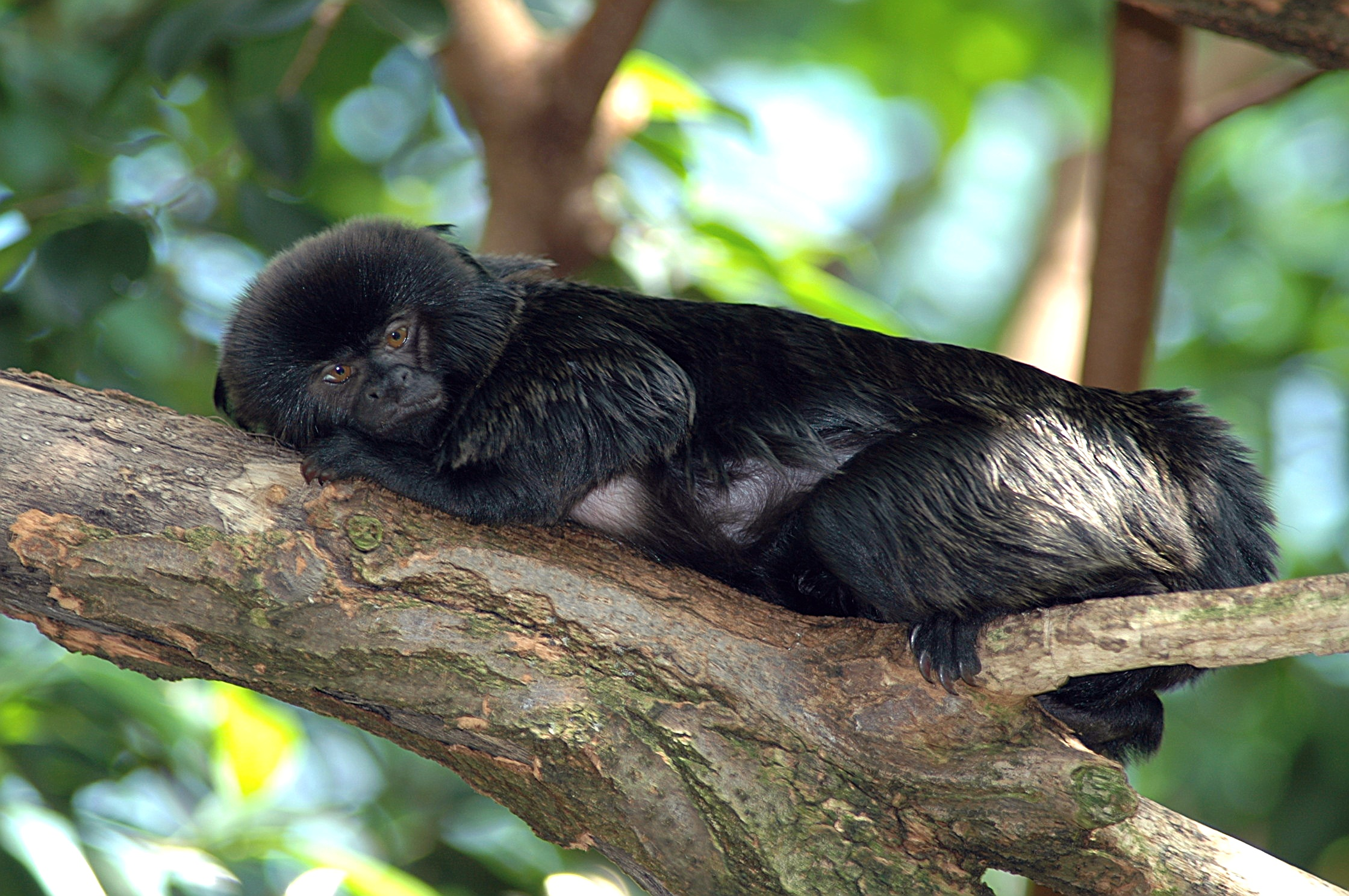
Un tamarino saltatore

Il tamarino saltatore fu descritto per la prima volta nel 1904 dallo zoologo britannico Oldfield Thomas con la denominazione Mico goeldii, in onore del naturalista svizzero Emil Goeldi. La terra typica della specie, cioè l'area di riferimento, si trova nella parte meridionale del suo areale, nello stato brasiliano dell'Acre, lungo il Rio Iaco. Nel 1912 il brasiliano Alípio de Miranda-Ribeiro descrisse una nuova specie, Callimico snethlageri, poi considerata sinonimo del tamarino saltatore, mantenendo tuttavia la denominazione Callimico come nome di genere. La notevole variabilità genetica osservata negli esemplari in cattività lascia però ipotizzare l'esistenza di più sottospecie oppure di specie criptiche.
Le differenze nella struttura corporea e nel sistema riproduttivo hanno conferito al tamarino saltatore uno status particolare all'interno dei callitricidi, tanto che talvolta è stato classificato in una sottofamiglia (Callimiconinae) o addirittura in una famiglia autonoma (Callimiconidae). Analisi molecolari più recenti hanno però confermato la sua appartenenza ai callitricidi: il suo gruppo più prossimo è costituito dagli uistitì, presumibilmente più affini al tamarino saltatore di quanto non lo siano i tamarini stessi.

## Conservazione
I tamarini saltatori necessitano di un territorio piuttosto ampio e si avvicinano raramente ad altri gruppi, rendendone la presenza complessivamente poco frequente. La deforestazione delle foreste pluviali rappresenta una minaccia, così come la caccia illegale per il mercato nero. La specie è classificata come «vulnerabile» (Vulnerable) dalla IUCN e vive anche all'interno di diverse aree protette, per esempio nel parco nazionale Sierra del Divisor, al confine tra Perù e Brasile, e probabilmente nei parchi nazionali Amacayacu e La Paya in Colombia, nonché nel parco nazionale del Manú in Perù.